# Peltaea surumuensis
Peltaea surumuensis là một loài thực vật có hoa trong họ Cẩm quỳ. Loài này được (Ulbr.) Krapov. & Cristóbal mô tả khoa học đầu tiên năm 1993.